# Eilema aldabrensis
Eilema aldabrensis är en fjärilsart som beskrevs av George Francis Hampson 1914. Eilema aldabrensis ingår i släktet Eilema och familjen björnspinnare. Inga underarter finns listade i Catalogue of Life.